# Баумейстер, Вилли
Вилли Баумайстер (нем. Willi Baumeister; род. 22 января 1889, г. Штутгарт — ум. 31 августа 1955, г. Штутгарт) — немецкий художник-абстракционист и теоретик искусства.

## Жизнь и творчество
Вилли Баумайстер родился в Штутгарте в семье трубочиста. Мать — Анна Баумайстер — была дочерью художника-декоратора; под её влиянием Вилли начал рисовать в раннем детстве. С 1905 г. изучал декоративное искусство. В 1909 году поступил в штутгартскую Академию искусств, где обучался в классе композиции у Адольфа Хёльцеля. Здесь он познакомился с Оскаром Шлеммером, с которым его надолго свяжут дружеские отношения.
В 1911 г. Баумайстер в течение трёх месяцев учился живописи в Париже. Вернувшись в Штутгарт, он открыл собственную студию. Первая персональная выставка состоялась в 1912 году в Цюрихе. В 1913 году Баумайстер участвует в «Первом Немецком Осеннем салоне». На его раннее творчество большое влияние оказала живопись Сезанна.
С ноября 1914 по декабрь 1918 г. Вилли Баумайстер принимал участие в Первой мировой войне. По окончании войны он вернулся в родной город и завершил курс обучения в Академии. В 1919 г. он стал членом берлинской Novembergruppe; в этом же году, совместно с Оскаром Шлеммером, основал в Штутгарте группу Üecht. В 1920 гг. художник становится известен за пределами Германии, в том числе благодаря контактам с Фернаном Леже и Ле Корбюзье.
В 1919 году формируется свой, оригинальный художественный стиль, в котором большую роль играют рельефные, конструктивистские элементы. В своих работах этого периода — сравнимых с полотнами Мохой-Надя и других мастеров Баухауза — В. Баумайстер искал связующие нити между живописью и архитектурой. Особенно это отразилось в его геометрически построенных работах «Стенные картины» (Mauerbilder, 1919-23), представлявших собой рельефные цветные поверхности с грубой текстурой (художник нередко примешивал к краске песок).
С 1928 г. Баумайстер становится преподавателем Франкфуртской школы прикладного искусства (Франкфурт-на-Майне). В этот период мастером создаётся серия графических работ, в которых воспевается красота человеческого тела и прокламируется спорт как одна из профильных тем искусства. В их числе «Бегунья» (1928), «Теннисист» (1929), «Фигуры на синем фоне» (1928). Тема спорта в искусстве увлекала В. Баумайстера и в 30-е годы XX века. Он представляет себе художника как «спортсмена с палитрой», постоянно стремящегося к поиску новых форм выражения.
 Постепенно он осваивает новые техники, экспериментирует с материалами, текстурой и цветом. Геометрические фигуры сменяются более свободными, изогнутыми, полными динамики линиями. В начале 30-х гг. Баумайстер отказывается от фигуративных элементов, до сих пор преобладавших в его творчестве, в пользу более абстрактных форм.
В 1933 году, после прихода в Германии к власти нацистов, Вилли Баумайстер был лишён места преподавателя и причислен к представителям дегенеративного искусства. Художник вернулся в Штутгарт, где зарабатывал на жизнь ремеслом типографа. В 1941 году ему было официально объявлено о запрещении выставлять свои работы. Однако Баумайстер продолжал участвовать в выставках за пределами Германии, в том числе в Швейцарии, Франции и Италии.
Ещё в 20-е годы художник начал проявлять интерес к пещерной живописи и первобытному искусству. С 1935 г. он принимал участие в археологических раскопках и собрал значительную коллекцию предметов искусства и иных артефактов. Наскальная живопись оказала существенное влияние на стиль Баумайстера, в частности, в цикле «Идеограммы» (1937-38).
Во время Второй мировой войны художник переживает вынужденный творческий кризис из-за нехватки материалов и запрета выставляться в родной стране. Большим ударом для него стала смерть Оскара Шлеммера, а также Пауля Клее, чьим творчеством Баумайстер восхищался. Тем не менее, именно в эти тяжёлые годы Баумайстер пишет теоретическую работу «Незнакомое в искусстве» (нем. Das Unbekannte in der Kunst), которая будет опубликована в 1947 г. и положит начало теоретическому осмыслению современного абстрактного искусства в Европе.
В 1946 году Баумайстер стал профессором Штутгартской Академии искусств, где и преподавал до самой смерти. Начиная с этого времени его творчество переживает новый расцвет. Баумайстер активно участвует в выставках, его международное признание растёт, а во Франции его называют «немецким Пикассо». Однако он не останавливается на достигнутом, а продолжает искать новые пути самовыражения в искусстве, обращаясь, в частности, к гравюре и литографии. В его творчестве появляются мифологические сюжеты, а используемые им формы напоминают иероглифы неизвестного языка. Последними художественными работами мастера были серии картин «Монтару» (1953—1955), «Монтури» (1953—1954) и «Ару» (1954—1955).
В 1955 г. художник умер в собственном ателье в Штутгарте во время работы над картиной. Ему было 66 лет.